# August-Bebel-Damm 17, 19 (Magdeburg)

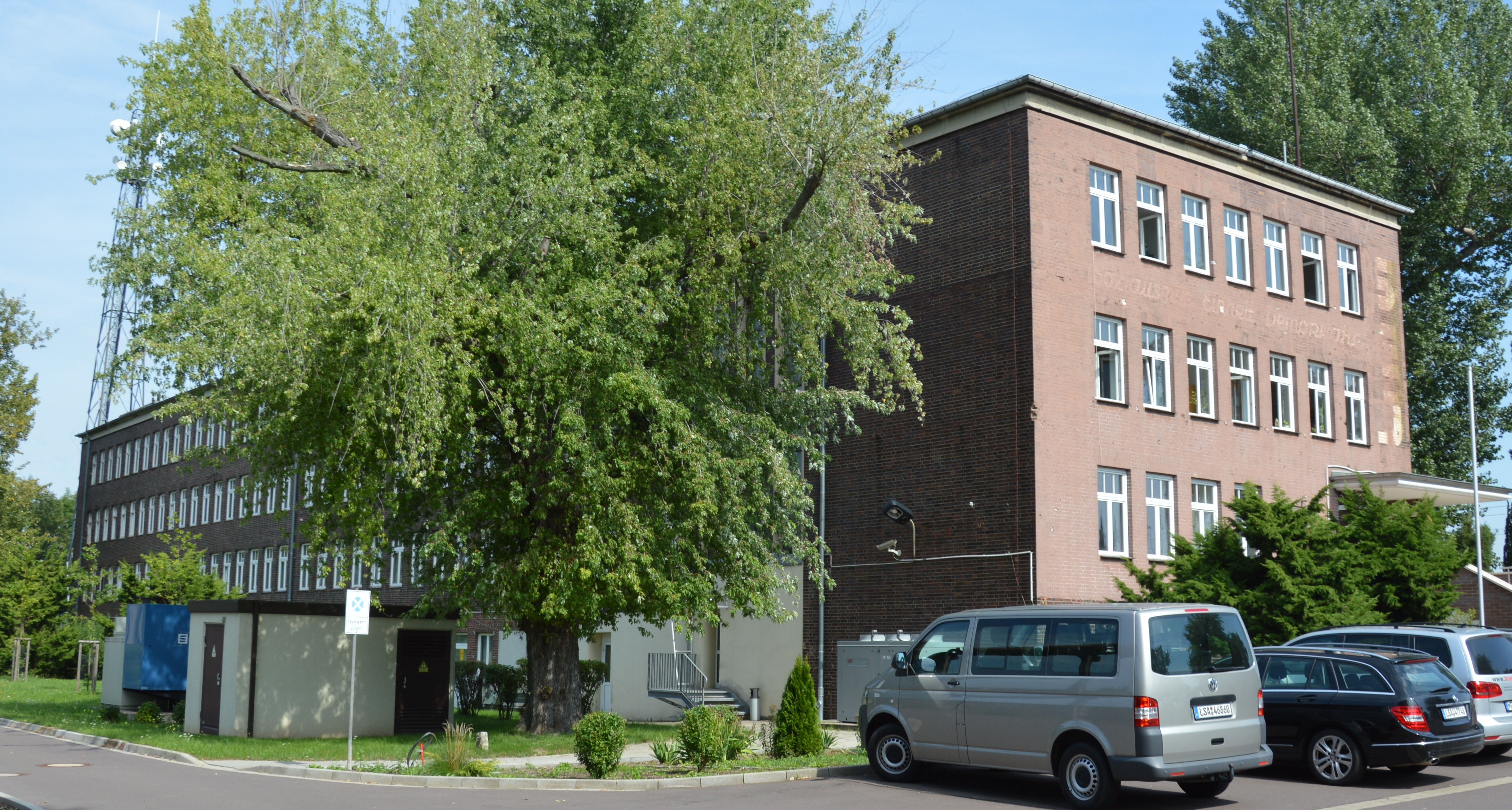
August-Bebel-Straße 19

Das Haus August-Bebel-Damm 17, 19 ist ein denkmalgeschütztes Verwaltungsgebäude im Magdeburger Stadtteil Gewerbegebiet Nord in Sachsen-Anhalt.
Es ist der Sitz des Technischen Polizeiamtes Sachsen-Anhalt und befindet sich westlich des August-Bebel-Damms. Etwas weiter östlich liegt der Hafen Magdeburg.

## Architektur und Geschichte
Der Gebäudekomplex umfasst neben dem Verwaltungsgebäude auch einen Bunker und entstand 1935/38 als Teil des BRABAG-Hydrierwerks. Es ist ein Rest der umfangreichen Industrieansiedlungen, die im Umfeld des Stadtteils Rothensee in den 1920er und 1930er entstanden. Im Hydrierwerk entstanden auf der Basis von Braunkohle Auto- und Flugbenzin, Dieselöl, Treibgas und Schwelteer. Das Werk war Teil der Rüstungsindustrie des nationalsozialistischen Deutschlands.
Das viergeschossige, kubisch wirkende Verwaltungsgebäude hat eine Länge von etwa 80 Metern und ist traufseitig zur Straße ausgerichtet. Die Fassade des Backsteinbaus ist markant gegliedert. Im Bereich der Treppenaufgänge bestehen hohe Schlitzfenster. Bedeckt ist der Bau von einem Flachdach.
In der Verlängerung der Achse des Verwaltungsbaus befindet sich ein etwa 80 Meter langer, halbkreisförmiger Bunker aus Stahlbetongewölben. Der Bunker war erforderlich, da in der Produktion explosive Stoffe zum Einsatz kamen. Darüber hinaus diente der Bunker auch als Luftschutzbunker.
Im örtlichen Denkmalverzeichnis ist das Gebäude unter der Erfassungsnummer 094 81879  als Baudenkmal verzeichnet.